# Авангард (Лозова)
Футбольний клуб «Авангард» — український футбольний клуб з міста Лозова Харківської області. Заснований у 1969 року, розформований у 2008 році, відроджений у 2021 році. В сезоні 2023/24 виступає в Чемпіонаті України серед аматорів.

## Досягнення
- Володар Кубка УРСР (1): 1988
- Фіналіст Кубка УРСР (1): 1989
- Чемпіон Харківської області (4): 1982, 1983, 1988, 1992
- Срібний призер Харківської області (9): 1975, 1976, 1979, 1986, 1987, 1989, 1997, 2002, 2003
- Бронзовий призер Харківської області (4): 1977, 1994/95, 1995/96, 2004

- Володар Кубка Харківської області (8): 1974, 1983, 1986, 1987, 1988, 1990, 1991, 1992/93
- Фіналіст Кубка Харківської області (5): 1978, 1982, 1995/96, 1999, 2005

- Володар Суперкубка Харківської області (1): 1991
- Срібний призер Першої ліги Харківської області (1): 1971
- Бронзовий призер Першої ліги Харківської області (1): 1970

## Всі сезони в незалежній Україні
| Сезон   | Чемпіонат | Чемпіонат | Чемпіонат | Чемпіонат | Чемпіонат | Чемпіонат | Чемпіонат | Чемпіонат | Кубок       | Кубок | Кубок | Кубок | Кубок | Кубок | Кубок | Примітка |
| Сезон   | Ліга      | Місце     | І         | В         | Н         | П         | М         | О         | Етап        | І     | В     | Н     | П     | М     | О     | Примітка |
| ------- | --------- | --------- | --------- | --------- | --------- | --------- | --------- | --------- | ----------- | ----- | ----- | ----- | ----- | ----- | ----- | -------- |
| 1992/93 | —         | —         | —         | —         | —         | —         | —         | —         | 1/64 фіналу | 1     | 0     | 0     | 1     | 0−1   | 0     |          |
| Всього  | —         | —         | —         | —         | —         | —         | —         | —         | >1 сезон    | 1     | 0     | 0     | 1     | 0−1   | 0     |          |

## Тренери (1978—1995)
- Косик Володимир Миколайович
- Мацегора Володимир Федорович
- Начинов Олександр Борисович
- Цапенко Віктор Федорович